# Gigi Fernándezová

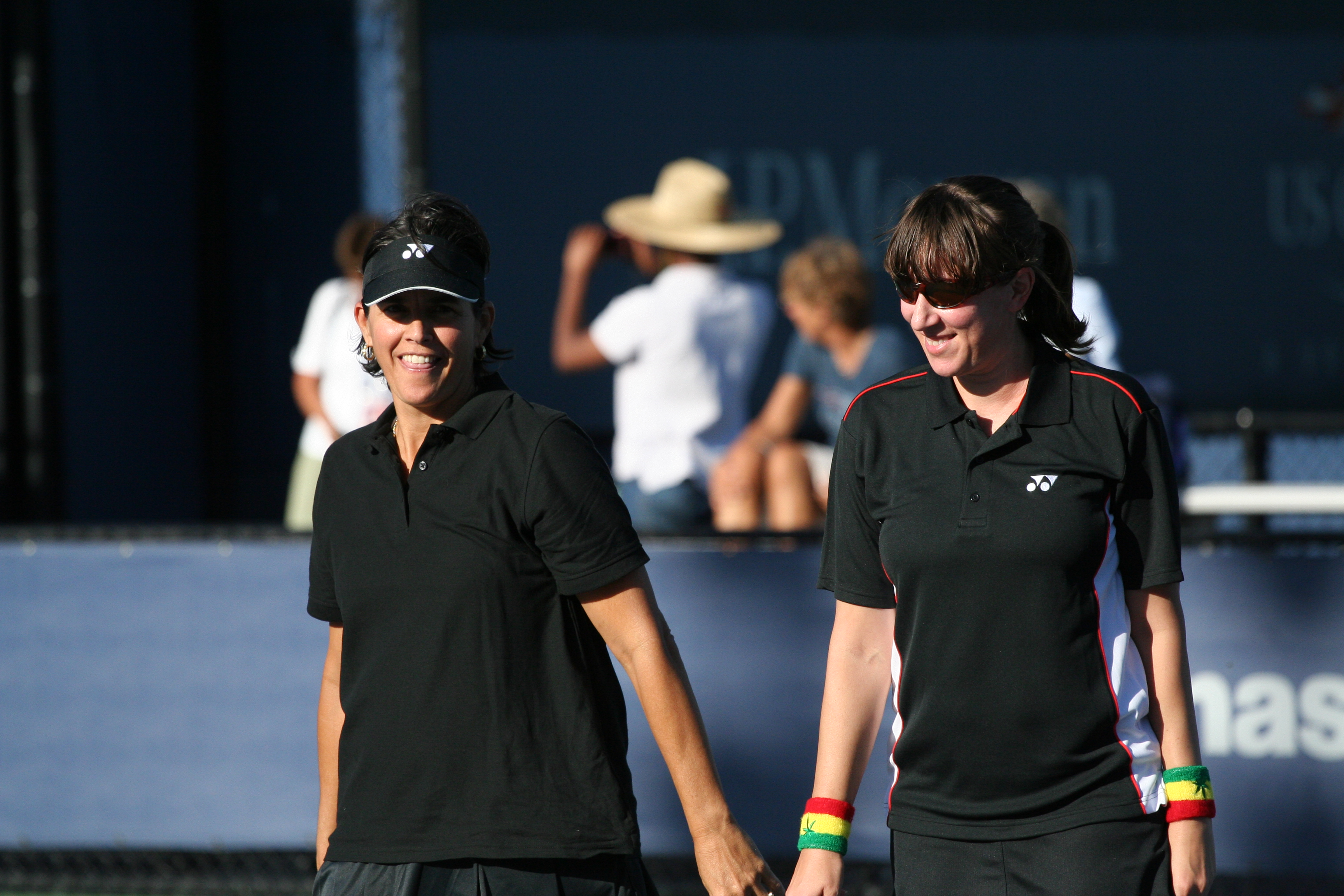
Gigi Fernandezová a Nataša Zverevová na US Open 2010

Beatriz „Gigi“ Fernándezová (* 22. února 1964 San Juan) je tenisová trenérka a bývalá profesionální tenistka, specialistka na čtyřhru, první portorická sportovkyně, která získala status profesionálky, první Portoričanka (reprezentující Spojené státy), jež se stala olympijskou vítězkou a první portorický tenista uvedený do Mezinárodní tenisové síně slávy.
Za svou kariéru vyhrála 17 Grand Slamů ve čtyřhře a jako reprezentantka Spojených států se stala dvojnásobnou olympijskou vítězkou v deblu z LOH 1992 v Barceloně a LOH 1996 v Atlantě. Spolu s Běloruskou Natašou Zverevovou zvítězila v letech 1993 a 1994 na Turnaji mistryň. Na žebříčku WTA byla v březnu 1991 poprvé hodnocena jako světová tenisová jednička ve čtyřhře, ve dvouhře pak nejvýše dosáhla na 17. místo (říjen 1991). Aktivní kariéru ukončila ve třiceti třech letech v roce 1997. Od té doby se věnuje tenisovému trenérství a podnikání.

## Sportovní kariéra
Během tenisové dráhy se soustředila především na čtyřhru, v níž dosáhla na tzv. nekalendářní grandslam, když v sezóně 1991 vyhrála French Open, Wimbledon a US Open, další rok 1992 triumfovala na úvodním grandslamu Australian Open, čímž zvítězila na čtyřech událostech v řadě, ovšem v rámci dvou sezón.
Z celkového počtu sedmnácti Grand Slamů v ženské čtyřhře si jich šest připsala na French Open, pět na US Open, čtyři ve Wimbledonu a dva na Australian Open. V každé sezóně v období 1988–1997, vyjma roku 1989, triumfovala alespoň na jednom grandslamovém turnaji a mezi lety 1992–1994 vždy dokázala vyhrát tři ze čtyřech grandslamů za sebou. Čtrnáct titulů ze sedmnácti získala s běloruskou partnerkou Zverevovou, což z nich činí druhý nejlepší ženský pár v historii otevřené éry grandslamu za dvojicí Martina Navrátilová a Pam Shriverová.
Ve smíšené čtyřhře se v roce 1995 probojovala společně s Čechem Cyril Sukem do tří za sebou jdoucích finále na grandslamu – Australian Open, Wimbledonu a US Open. Vždy však vodešli poraženi. Za svou kariéru zvítězila ve čtyřhře na šedesáti devíti turnajích a jako světová jednička byla klasifikována v letech 1991, 1993, 1994 a 1995.
Za Spojené státy nastoupila na Letních olympijských hrách 1992 a 1996 do debla, vždy spolu s Mary Joe Fernándezovou (jsou bez příbuzenského vztahu) a na obou událostech soutěž vyhrály. Poprvé ve finále přehrály španělskou dvojici Conchita Martínezová a Arantxa Sánchezová Vicariová, hrající na domácí půdě. Zápasu přihlížel španělský královský pár Juan Carlos I. a královna Sofie a po utkání následovala audience. V Atlantě 1996 ve finále porazily Češky Janu Novotnou s Helenou Sukovou. Dvě zlaté medaile má umístěné na pracovním stole společně automobilovou poznávací značkou, na které stojí „DBL GLD“ (double gold, dvakrát zlatá).
Již v patnácti letech roku 1979 reprezentovala Portoriko na Panamerických hrách, které hostilo hlavní město San Juan. V singlu vybojovala bronzovou medaili. O tři roky později nastoupila na Středoamericko-karibských hrách na Kubě, kde spolu s Marildou Juliáovou zvítězila ve čtyřhře a stříbrnou medaili přivezla z dvouhry. Na Letních olympijských hrách 1984 v Los Angeles, kde byl tenis v roli ukázkového sportu, nastoupila za Portoriko.
V roce 1990 byla částí vítězného amerického týmu ve Fed Cupu.
Ve dvouhře dosáhla na žebříčku nejvýše na 17. místo. Získala v ní dva tituly. V roce 1994 se probojovala do semifinále Wimbledonu, tehdy jako nejníže postavená semifinalistka vůbec, když byla aktuálně klasifikována až na 99. příčce žebříčku. V letech 1991 a 1994 si zahrála čtvrtfinále US Open.
S aktivním hraním skončila v roce 1997. K roku 2011 je nejlepším portorickým tenistou v historii a v roce 1999 byla vyhlášena za portorickou sportovkyni století.
Společně s Natašou Zverevovou vstoupila 12. července 2010 do Mezinárodní tenisové síně slávy.

## Soukromý život

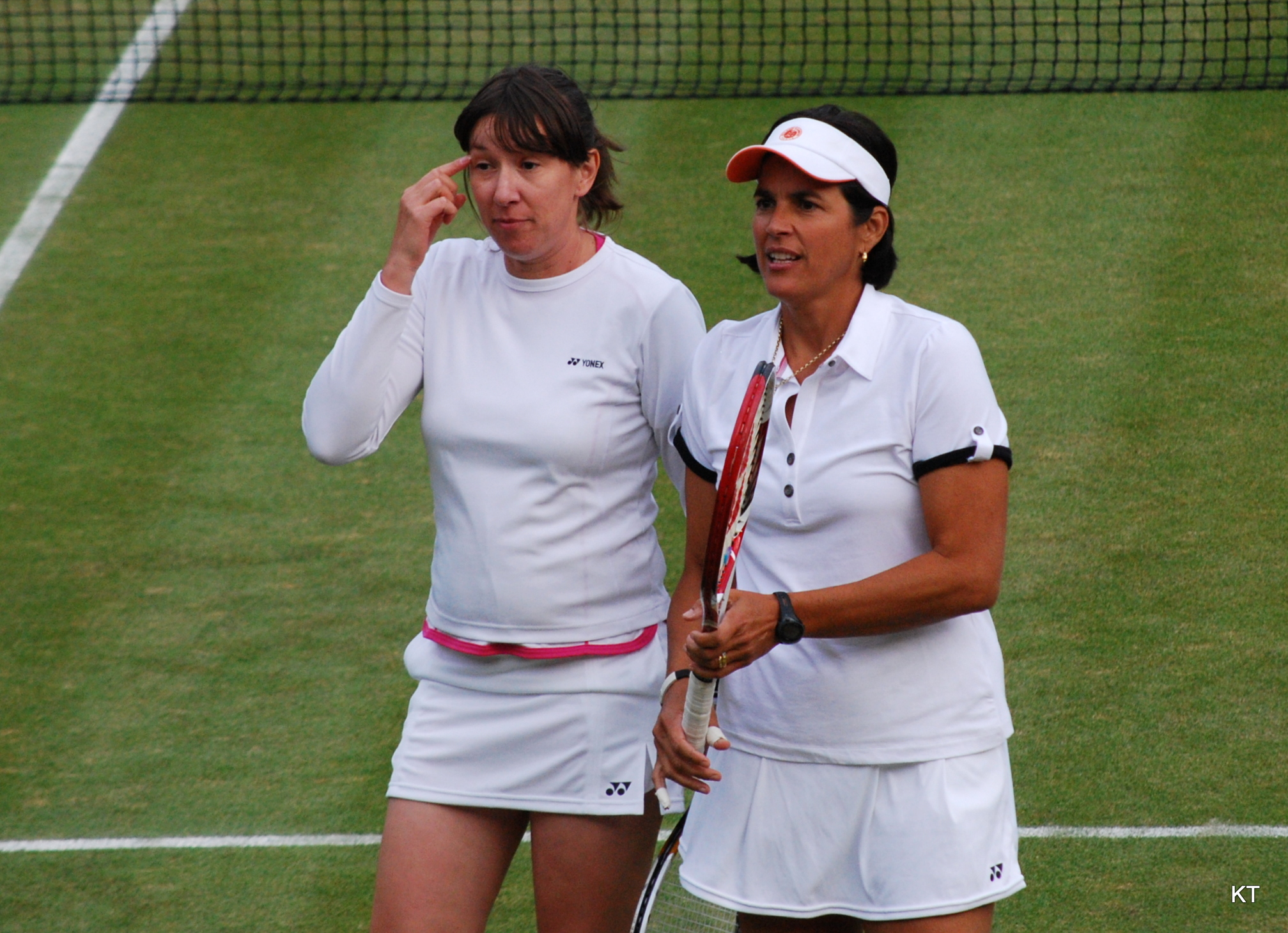
S Natašou Zverevovou (vlevo) ve čtyřhře legend na Wimbledonu 2011

Narodila se v hlavním městě San Juanu do rodiny Tuta Fernándeze, místního lékaře. Bratranec José Ferrer byl portorický herec a režisér. S tenisem začala v sedmi letech, na profesionálním okruhu se pohybovala od roku 1983. V sezóně 1982–1983 hrála amatérsky za Clemson University.
Po odchodu z profesionálního okruhu WTA roku 1997 se věnuje trénování tenistů. Jejími svěřenkyněmi byly například světové deblové jedničky Rennae Stubbsová, Lisa Raymondová a Samantha Stosurová. Vedla také portorický reprezentační tým a družstvo University of South Florida.
Na jihofloridské univerzitě získala v roce 2003 bakalářský titul (B.A.) v oboru psychologie a na Rollins College, Crummer School of Business, pak titul Master of Business Administration. Je matkou dvojčat: Karson Xavier a Madison Jane. Její životní partnerkou je bývalá profesionální golfistka Jane Geddesová. SPolečně žijí ve floridském Lake Mary.
Založila společnost Baby Goes Pro, která formou DVD podporuje sportování malých dětí, aktivní přístup k životu a rozvíjí dobré charakterové vlastnosti.

## Finálová utkání na Grand Slamu (26)

### Ženská čtyřhra: výhry (17)
| Rok  | Turnaj              | Spoluhráčka         | Finalistky                                        | Výsledek         |
| 1988 | US Open (1)         | Robin Whiteová      | Patty Fendicková Jill Hetheringtonová             | 6–4, 6–1         |
| 1990 | US Open (2)         | Martina Navrátilová | Jana Novotná Helena Suková                        | 6–2, 6–4         |
| 1991 | French Open (1)     | Jana Novotná        | Larisa Savčenko Neilandová Nataša Zverevová       | 6–4, 6–0         |
| 1992 | French Open (2)     | Nataša Zverevová    | Conchita Martínezová Arantxa Sánchezová Vicariová | 6–3, 6–2         |
| 1992 | Wimbledon (1)       | Nataša Zverevová    | Larisa Savčenko Neilandová Jana Novotná           | 6–4, 6–1         |
| 1992 | US Open (3)         | Nataša Zverevová    | Larisa Savchenko Neiland Jana Novotná             | 7–6(4), 6–1      |
| 1993 | Australian Open (1) | Nataša Zverevová    | Pam Shriverová Elizabeth Smylieová                | 6–4, 6–3         |
| 1993 | French Open (3)     | Nataša Zverevová    | Jana Novotná Larisa Savčenko Neilandová           | 6–3, 7–5         |
| 1993 | Wimbledon (2)       | Nataša Zverevová    | Larisa Savčenko Neilandová Jana Novotná           | 6–4, 6–7(9), 6–4 |
| 1994 | Australian Open (2) | Nataša Zverevová    | Patty Fendicková Meredith McGrathová              | 6–3, 4–6, 6–4    |
| 1994 | French Open (4)     | Nataša Zverevová    | Lindsay Davenportová Lisa Raymondová              | 6–2, 6–2         |
| 1994 | Wimbledon (3)       | Nataša Zverevová    | Jana Novotná Arantxa Sánchezová Vicariová         | 6–4, 6–1         |
| 1995 | French Open (5)     | Nataša Zverevová    | Jana Novotná Arantxa Sánchez Vicario              | 6–7(6), 6–4, 7–5 |
| 1995 | US Open (4)         | Nataša Zverevová    | Brenda Schultzová-McCarthyová Rennae Stubbsová    | 7–5, 6–3         |
| 1996 | US Open (5)         | Nataša Zverevová    | Jana Novotná Arantxa Sánchezová Vicariová         | 1–6, 6–1, 6–4    |
| 1997 | French Open (6)     | Nataša Zverevová    | Mary Joe Fernandezová Lisa Raymondová             | 6–2, 6–3         |
| 1997 | Wimbledon (4)       | Nataša Zverevová    | Nicole Arendtová Manon Bollegrafová               | 7–6(4), 6–4      |

### Ženská čtyřhra: finalistka (6)
| Rok  | Turnaj              | Spoluhráčka      | Vítězky                                     | Výsledek         |
| 1991 | Australian Open (1) | Jana Novotná     | Patty Fendicková Mary Joe Fernandezová      | 7–6(4), 6–1      |
| 1991 | Wimbledon (1)       | Jana Novotná     | Larisa Savčenko Neilandová Nataša Zverevová | 6–4, 3–6, 6–4    |
| 1995 | Australian Open (2) | Nataša Zverevová | Jana Novotná Arantxa Sánchezová Vicariová   | 6–3, 6–7(3), 6–4 |
| 1995 | Wimbledon (2)       | Nataša Zverevová | Jana Novotná Arantxa Sánchezová Vicariová   | 5–7, 7–5, 6–4    |
| 1996 | French Open         | Nataša Zverevová | Lindsay Davenportová Mary Joe Fernandezová  | 6–2, 6–1         |
| 1997 | US Open             | Nataša Zverevová | Lindsay Davenportová Jana Novotná           | 6–3, 6–4         |

### Smíšená čtyřhra: finalistka (3)
| Rok  | Turnaj          | Spoluhráč | Vítězové                           | Výsledek            |
| 1995 | Australian Open | Cyril Suk | Nataša Zverevová Rick Leach        | 7–6(4), 6–7(3), 6–4 |
| 1995 | Wimbledon       | Cyril Suk | Martina Navrátilová Jonathan Stark | 6–4, 6–4            |
| 1995 | US Open         | Cyril Suk | Meredith McGrathová Matt Lucena    | 6–4, 6–4            |

## Tituly na okruhu WTA (71)

### Dvouhra (2)
| Č. | Datum          | Turnaj           | Tier | Povrch    | Finalistka                 | Výsledek      |
| 1. | 26. října 1986 | Singapour        | VS   | tvrdý (h) | Mercedes Pazová            | 6–4, 2–6, 6–4 |
| 2. | 18. dubna 1991 | Albuquerque, USA | IV.  | tvrdý     | Julie Halardová-Decugisová | 6–0, 6–2      |

### Čtyřhra (69)
- 1985: Washington (spoluhráčka Martina Navrátilová), Miami (Navrátilová), Toronto (Navrátilová), Fort Lauderdale (Robin Whiteová)
- 1987: U.S. Indoor Championships (Lori McNeilová), Newport (McNeilová), Mahwah (McNeilová)
- 1988: Tokio Outdoor (Robin Whiteová), US Open (Robin Whiteová)
- 1989: Newport (McNeilová), Toronto (Robin Whiteová), Tokio Doubles Championships (Robin Whiteová), Filderstadt (Robin Whiteová)
- 1990: Tokio/Pan Pacific (Elizabeth Smylieová), Hamburk (Navrátilová), Los Angeles (Jana Novotná), US Open (Navrátilová), New England (Helena Suková)
- 1991: Brisbane (Novotná), Chicago (Novotná), Light n' Lively Doubles (Suková), French Open (Novotná), Oakland (Patty Fendicková), Indianapolis (Fendicková)
- 1992: Houston (Fendicková), French Open (Nataša Zverevová), Wimbledon (Zverevová), LOH – Barcelona (Mary Joe Fernandezová), US Open (Zverevová), Oakland (Zverevová), Filadelfie (Zverevová)
- 1993: Australian Open (Zverevová), Delray Beach (Zverevová), Light n' Lively Doubles (Zverevová), Hilton Head (Zverevová), Berlín (Zverevová), French Open (Zverevová), Eastbourne (Zverevová), Wimbledon (Zverevová), San Diego (Suková), Lipsko (with Zvereva), Filderstadt (Zverevová), Virginia Slims Championships (Zverevová)
- 1994: Australian Open (Zverevová), Chicago (Zverevová), Miami (Zverevová), Italian Open (Zverevová), Berlín (Zverevová), French Open (Zverevová), Eastbourne (Zverevová), Wimbledon (Zverevová), Filderstadt (Zverevová), Filadelfie (Zverevová), Virginia Slims Championships (Zverevová)
- 1995: Tokio/Pan Pacific (Zverevová), Hamburk (Martina Hingisová), Řím (Zverevová), French Open (Zverevová), San Diego (Zverevová), Los Angeles (Zverevová), US Open (Zverevová), Filderstadt (Zverevová)
- 1996: Tokio/Pan Pacific (Zverevová), LOH – Atlanta (Mary Joe Fernandezová), San Diego (Conchita Martínezová), US Open (Zverevová)
- 1997: Sydney (Arantxa Sánchezová Vicariová), French Open (Zverevová), Wimbledon (Zverevová)

Legenda
- () – v závorce je uvedena spoluhráčka
- tučně – letní olympijské hry